# Loved Me Back to Life
Loved Me Back to Life là album phòng thu thứ 25 và cũng là album tiếng Anh thứ 11 của ca sĩ người Canada Celine Dion, phát hành ngày 1 tháng 11 năm 2013 bởi Columbia Records. Đây là album phòng thu tiếng Anh đầu tiên của Dion sau 6 năm kể từ Taking Chances (2007), và là tập hợp những phiên bản phòng thu của một số bài hát chưa từng phát hành trước đó từ loạt hòa nhạc lưu trú Celine (2011-19) tại Las Vegas, bên cạnh nhiều bản nhạc hoàn toàn mới. Ban đầu, album dự định mang tên Water and a Flame nhưng được thay đổi sau một số tranh cãi liên quan đến ca sĩ người Úc Daniel Merriweather, người thể hiện bản gốc của bài hát cùng tên. Loved Me Back to Life là một bản thu âm pop với sự tham gia của nhiều nhà sản xuất khác nhau, như Emanuel Kiriakou, Babyface, Tricky Stewart, Aaron Pearce, Kuk Harrell, Eg White, Play Production, Ne-Yo và Walter Afanasieff.
Loved Me Back to Life có sự tham gia góp giọng của Stevie Wonder trong "Overjoyed" và Ne-Yo trong "Incredible". Sau khi phát hành, album đa phần nhận được những phản ứng tích cực từ các nhà phê bình âm nhạc, trong đó họ đánh giá cao chất giọng của Dion và nỗ lực đổi mới trong âm nhạc của cô. Đĩa nhạc cũng gặt hái những thành công đáng kể về mặt thương mại, đứng đầu các bảng xếp hạng tại Canada và Hà Lan, đồng thời lọt vào top 10 ở gần 20 quốc gia khác, bao gồm vươn đến top 5 ở những thị trường lớn như Áo, Bỉ, Pháp, Ireland, Thụy Sĩ và Vương quốc Anh. Loved Me Back to Life ra mắt ở vị trí thứ hai trên bảng xếp hạng Billboard 200 tại Hoa Kỳ với 77,000 bản, trở thành album thứ mười của Dion vươn đến top 10 tại đây và là tác phẩm đạt thứ hạng cao nhất của Dion kể từ album tiếng Anh thứ tám One Heart (2003). 
Hai đĩa đơn đã được phát hành từ Loved Me Back to Life. Bài hát chủ đề được chọn làm đĩa đơn mở đường và lọt vào top 40 ở một số quốc gia, trong khi đĩa đơn tiếp theo "Incredible" chỉ tiếp nhận những thành công ít ỏi. Ngoài ra, "Breakaway" và "Water and a Flame" cũng lần lượt được gửi đến các đài phát thanh dưới dạng đĩa đơn quảng bá. Để quảng bá album, Dion xuất hiện và trình diễn trên nhiều chương trình truyền hình và lễ trao giải lớn, như Late Night with Jimmy Fallon, Today, The View, The Voice và Wetten, dass..?, cũng như thực hiện chuyến lưu diễn ngắn hạn Tournée Européenne 2013 tại Bỉ và Pháp. Cô cũng dự định tiến hành chuyến lưu diễn Asia Tour qua một số quốc gia Chấu Á, nhưng kế hoạch bị hủy bỏ vì một số lý do sức khỏe và gia đình. Tính đến nay, Loved Me Back to Life đã bán được hơn một triệu bản trên toàn thế giới.

## Danh sách bài hát
| Loved Me Back to Life – Phiên bản tiêu chuẩn | Loved Me Back to Life – Phiên bản tiêu chuẩn | Loved Me Back to Life – Phiên bản tiêu chuẩn         | Loved Me Back to Life – Phiên bản tiêu chuẩn | Loved Me Back to Life – Phiên bản tiêu chuẩn |
| STT                                          | Nhan đề                                      | Sáng tác                                             | Sản xuất                                     | Thời lượng                                   |
| -------------------------------------------- | -------------------------------------------- | ---------------------------------------------------- | -------------------------------------------- | -------------------------------------------- |
| 1.                                           | "Loved Me Back to Life"                      | Hasham Hussain Denarius Motes Sia Furler             | Sham & Motesart Hussain [a]                  | 3:50                                         |
| 2.                                           | "Somebody Loves Somebody"                    | Johan Fransson Tim Larsson Tobias Lundgren Audra Mae | Play Production                              | 3:40                                         |
| 3.                                           | "Incredible" (song ca với Ne-Yo)             | Andrew Goldstein Emanuel Kiriakou Shaffer Smith      | Kiriakou                                     | 3:55                                         |
| 4.                                           | "Water and a Flame"                          | Eg White Daniel Merriweather                         | White                                        | 3:42                                         |
| 5.                                           | "Breakaway"                                  | Fransson Larsson Lundgren Mae                        | Play Production                              | 4:37                                         |
| 6.                                           | "Save Your Soul[b]"                          | Daniel Murcia                                        | Kiriakou Danny Mercer Goldstein [c]          | 3:47                                         |
| 7.                                           | "Didn't Know Love"                           | White Jessi Alexander Tommy Lee James                | White                                        | 3:35                                         |
| 8.                                           | "Thank You"                                  | S. Smith                                             | Jesse Wilson Reginald Smith Ne-Yo [d]        | 3:58                                         |
| 9.                                           | "Overjoyed" (song ca với Stevie Wonder)      | Wonder                                               | Tricky Stewart Aaron Pearce Kuk Harrell [a]  | 4:03                                         |
| 10.                                          | "Thankful"                                   | Dana Parish Andrew Hollander                         | Kiriakou                                     | 3:55                                         |
| 11.                                          | "At Seventeen"                               | Janis Ian                                            | Babyface                                     | 4:28                                         |
| 12.                                          | "Always Be Your Girl"                        | Parish Hollander                                     | Babyface Walter Afanasieff                   | 4:13                                         |
| 13.                                          | "Unfinished Songs"                           | Diane Warren                                         | Stewart D'Mile Kyle Townsend [a]             | 3:40                                         |
| Tổng thời lượng:                             | Tổng thời lượng:                             | Tổng thời lượng:                                     | Tổng thời lượng:                             | 51:23                                        |

| Loved Me Back to Life – Phiên bản cao cấp và tại Nhật Bản (bản nhạc bổ sung) | Loved Me Back to Life – Phiên bản cao cấp và tại Nhật Bản (bản nhạc bổ sung) | Loved Me Back to Life – Phiên bản cao cấp và tại Nhật Bản (bản nhạc bổ sung) | Loved Me Back to Life – Phiên bản cao cấp và tại Nhật Bản (bản nhạc bổ sung) | Loved Me Back to Life – Phiên bản cao cấp và tại Nhật Bản (bản nhạc bổ sung) |
| STT                                                                          | Nhan đề                                                                      | Sáng tác                                                                     | Sản xuất                                                                     | Thời lượng                                                                   |
| ---------------------------------------------------------------------------- | ---------------------------------------------------------------------------- | ---------------------------------------------------------------------------- | ---------------------------------------------------------------------------- | ---------------------------------------------------------------------------- |
| 14.                                                                          | "How Do You Keep the Music Playing"                                          | Alan Bergman Marilyn Bergman Michel Legrand                                  | Stewart Pearce Harrell [a]                                                   | 4:21                                                                         |
| 15.                                                                          | "Lullabye (Goodnight, My Angel)"                                             | Billy Joel                                                                   | Babyface                                                                     | 4:18                                                                         |
| Tổng thời lượng:                                                             | Tổng thời lượng:                                                             | Tổng thời lượng:                                                             | Tổng thời lượng:                                                             | 60:02                                                                        |

| Loved Me Back to Life – Phiên bản tại Nhật Bản (bản nhạc bổ sung) | Loved Me Back to Life – Phiên bản tại Nhật Bản (bản nhạc bổ sung) | Loved Me Back to Life – Phiên bản tại Nhật Bản (bản nhạc bổ sung) | Loved Me Back to Life – Phiên bản tại Nhật Bản (bản nhạc bổ sung) | Loved Me Back to Life – Phiên bản tại Nhật Bản (bản nhạc bổ sung) |
| STT                                                               | Nhan đề                                                           | Sáng tác                                                          | Sản xuất                                                          | Thời lượng                                                        |
| ----------------------------------------------------------------- | ----------------------------------------------------------------- | ----------------------------------------------------------------- | ----------------------------------------------------------------- | ----------------------------------------------------------------- |
| 16.                                                               | "Open Arms"                                                       | Steve Perry Jonathan Cain                                         | Fraser T. Smith                                                   | 3:08                                                              |
| Tổng thời lượng:                                                  | Tổng thời lượng:                                                  | Tổng thời lượng:                                                  | Tổng thời lượng:                                                  | 63:10                                                             |

| Loved Me Back to Life – Phiên bản giới hạn tại Hoa Kỳ (đĩa nhạc bổ sung) | Loved Me Back to Life – Phiên bản giới hạn tại Hoa Kỳ (đĩa nhạc bổ sung) | Loved Me Back to Life – Phiên bản giới hạn tại Hoa Kỳ (đĩa nhạc bổ sung) | Loved Me Back to Life – Phiên bản giới hạn tại Hoa Kỳ (đĩa nhạc bổ sung) | Loved Me Back to Life – Phiên bản giới hạn tại Hoa Kỳ (đĩa nhạc bổ sung) |
| STT                                                                      | Nhan đề                                                                  | Sáng tác                                                                 | Sản xuất                                                                 | Thời lượng                                                               |
| ------------------------------------------------------------------------ | ------------------------------------------------------------------------ | ------------------------------------------------------------------------ | ------------------------------------------------------------------------ | ------------------------------------------------------------------------ |
| 1.                                                                       | "The Power of Love"                                                      | Gunther Mende Candy DeRouge Jennifer Rush Mary Susan Applegate           | David Foster                                                             | 5:42                                                                     |
| 2.                                                                       | "It's All Coming Back to Me Now"                                         | Jim Steinman                                                             | Steinman Steven Rinkoff [d] Roy Bittan [d]                               | 7:37                                                                     |
| 3.                                                                       | "Because You Loved Me"                                                   | Warren                                                                   | Foster                                                                   | 4:33                                                                     |
| 4.                                                                       | "All by Myself"                                                          | Eric Carmen Sergei Rachmaninoff                                          | Foster                                                                   | 5:11                                                                     |
| 5.                                                                       | "Loved Me Back to Life" (Dave Audé radio mix)                            | Hussain Motes Furler                                                     | Sham & Motesart Hussain [a] Dave Audé [e] Jason Robinson [c]             | 4:14                                                                     |
| Tổng thời lượng:                                                         | Tổng thời lượng:                                                         | Tổng thời lượng:                                                         | Tổng thời lượng:                                                         | 27:17                                                                    |

Ghi chú
- ^[a]  nghĩa là sản xuất giọng hát
- ^[b]  có phần rap của Malcolm Kelley trong phiên bản đĩa than
- ^[c]  nghĩa là sản xuất bổ sung
- ^[d]  nghĩa là đồng sản xuất
- ^[e]  nghĩa là người phối lại và sản xuất bổ sung

## Xếp hạng
| Bảng xếp hạng (2013–2014)                | Vị trí cao nhất |
| ---------------------------------------- | --------------- |
| Album Úc (ARIA)                          | 9               |
| Album Áo (Ö3 Austria)                    | 4               |
| Album Bỉ (Ultratop Vlaanderen)           | 2               |
| Album Bỉ (Ultratop Wallonie)             | 2               |
| Album Canada (Billboard)                 | 1               |
| Album Trung Quốc Phương Tây (Sino Chart) | 4               |
| Album Quốc tế Croatia (HDU)              | 9               |
| Album Cộng hòa Séc (ČNS IFPI)            | 8               |
| Album Đan Mạch (Hitlisten)               | 11              |
| Album Hà Lan (Album Top 100)             | 1               |
| Album Phần Lan (Suomen virallinen lista) | 16              |
| Album Pháp (SNEP)                        | 3               |
| Album Đức (Offizielle Top 100)           | 9               |
| Album Hy Lạp (IFPI)                      | 12              |
| Album Hungaria (MAHASZ)                  | 4               |
| Album Ireland (IRMA)                     | 3               |
| Album Ý (FIMI)                           | 11              |
| Album Nhật Bản (Oricon)                  | 34              |
| Album Nhật Bản Quốc tế (Oricon)          | 6               |
| Album Nhật Bản (Billboard Japan)         | 32              |
| Album Mexico (Top 100)                   | 59              |
| Album New Zealand (RMNZ)                 | 10              |
| Album Na Uy (VG-lista)                   | 7               |
| Album Ba Lan (ZPAV)                      | 11              |
| Album Bồ Đào Nha (AFP)                   | 12              |
| Album Quebec (ADISQ)                     | 1               |
| Album Scotland (OCC)                     | 2               |
| Album Nam Phi (RISA)                     | 3               |
| Album Hàn Quốc (Circle)                  | 24              |
| Album Hàn Quốc Quốc tế (Circle)          | 8               |
| Album Tây Ban Nha (PROMUSICAE)           | 12              |
| Album Thụy Điển (Sverigetopplistan)      | 13              |
| Album Thụy Sĩ (Schweizer Hitparade)      | 3               |
| Album Anh Quốc (OCC)                     | 3               |
| Album Hoa Kỳ Billboard 200               | 2               |

| Bảng xếp hạng (2013)                | Vị trí |
| ----------------------------------- | ------ |
| Album Bỉ (Ultratop Flanders)        | 42     |
| Album Bỉ (Ultratop Wallonia)        | 19     |
| Album Canada (Billboard)            | 9      |
| Album Canada (SoundScan)            | 2      |
| Album Đan Mạch (Hitlisten)          | 45     |
| Album Hà Lan (Album Top 100)        | 60     |
| Album Pháp (SNEP)                   | 16     |
| Album Hungaria (MAHASZ)             | 45     |
| Album Thụy Sĩ (Schweizer Hitparade) | 58     |
| Album Anh Quốc (OCC)                | 23     |
| Album Toàn cầu (IFPI)               | 25     |
| Bảng xếp hạng (2014)                | Vị trí |
| Album Bỉ (Ultratop Flanders)        | 116    |
| Album Bỉ (Ultratop Wallonia)        | 51     |
| Album Canada (Billboard)            | 8      |
| Album Pháp (SNEP)                   | 144    |
| Album Thụy Sĩ (Schweizer Hitparade) | 99     |
| Hoa Kỳ Billboard 200                | 129    |

| Bảng xếp hạng                    | Vị trí |
| -------------------------------- | ------ |
| Album Nghệ sĩ Canada (SoundScan) | 71     |

## Chứng nhận
| Quốc gia                                                                           | Chứng nhận  | Số đơn vị/doanh số chứng nhận |
| ---------------------------------------------------------------------------------- | ----------- | ----------------------------- |
| Bỉ (BEA)                                                                           | Vàng        | 15.000*                       |
| Canada (Music Canada)                                                              | 4× Bạch kim | 320.000^                      |
| Pháp (SNEP)                                                                        | 2× Bạch kim | 200.000*                      |
| Hungary (Mahasz)                                                                   | Vàng        | 3.000^                        |
| Ba Lan (ZPAV)                                                                      | Vàng        | 10.000*                       |
| Nam Phi (RISA)                                                                     | Vàng        | 20.000*                       |
| Thụy Sĩ (IFPI)                                                                     | Vàng        | 10.000^                       |
| Anh Quốc (BPI)                                                                     | Bạch kim    | 350,000                       |
| Hoa Kỳ (RIAA)                                                                      | —           | 300,000                       |
| Tổng hợp                                                                           |             |                               |
| Worldwide                                                                          | —           | 1,500,000                     |
| * Chứng nhận dựa theo doanh số tiêu thụ. ^ Chứng nhận dựa theo doanh số nhập hàng. |             |                               |